# Sture Lagerwall
Sture Lagerwall, (13. december 1908 i Stockholm i Sverige – 1. november 1964), var en svensk skuespiller, filminstruktør og teaterdirektør.

## Filmografi
- 1960 – Djävulens öga
- 1957 – Med glorian på sned
- 1951 – Alt dette - og Island med
- 1948 – Banketten
- 1946 – Kärlek och störtlopp
- 1944 – Kejseren af Portugalien
- 1941 – Lasse-Maja
- 1939 – Vi två
- 1938 – Karriär
- 1938 – Kamrater i vapenrocken
- 1937 – Häxnatten
- 1931 – Markurells i Wadköping